# Conus thalassiarchus
Conus thalassiarchus é uma espécie de gastrópode do gênero Conus, pertencente a família Conidae.

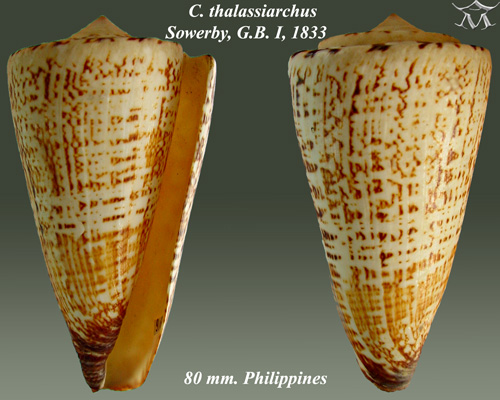
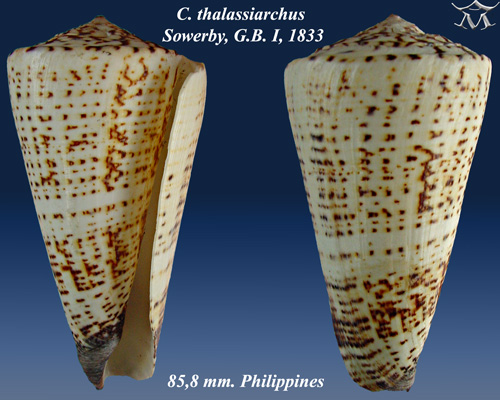
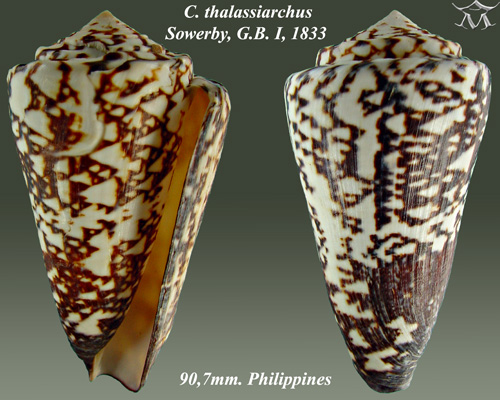
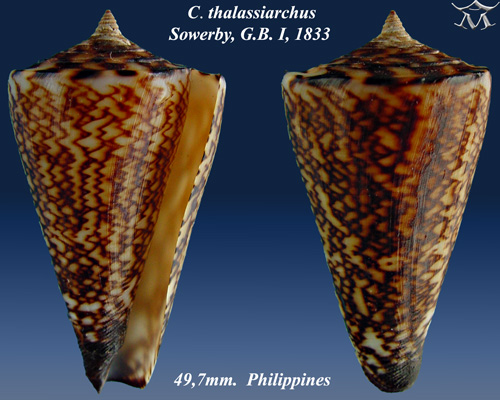
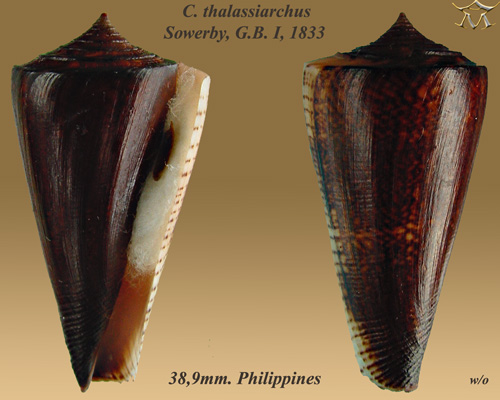